# بافية

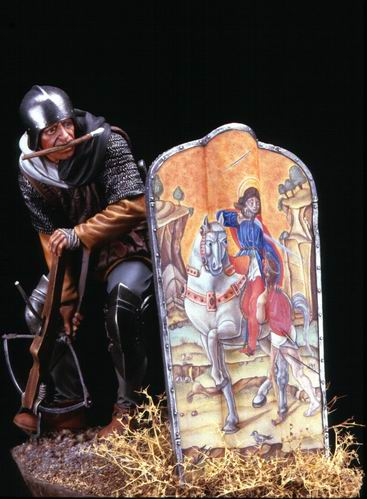
نموذج لبافية من القرون الوسطى

البافية هي ترس مستطيل كان مستخدماً في أواخر القرن 14 إلى القرن 16 في وقت مبكر. حجمه كبير بما يكفي لتغطية كامل الجسم. يذكر أنها استُخدمت من قبل الرماة وجنود المشاة.  اسمه جاء من مدينة بافيا في إيطاليا. وكانت في الأصل مربعة ومحدبة، غير أنه صُنعت نسخة أصغر للقتال اليدوي . تتميز البافية بحافة بارزة. يُذكر أن مفهوم استخدام ترس لتغطية الجسم يعود على الأقل إلى قصيدة هوميروس الإلياذة، حيث استخدم إياس ترسه لتغطية أخوه غير الشقيق تيوسر. 
تم استخدام الترس في المقام الأول من قبل الرماة والنشابين في العصور الوسطى، وخاصة خلال الحصارات. كانت البافيات تُحمل متراصة مع بعضها البعض، عادةً من قبل جنود متخصصين.

## روابط خارجية
- 15th Century Pavises (موضوع منتدى myArmoury.com)
- The Shield: تاريخ مختصر لاستخدامه وتطويره (مقالة myArmoury.com)